# Eloeophila granulata
Eloeophila granulata är en tvåvingeart som först beskrevs av Edwards 1926.  Eloeophila granulata ingår i släktet Eloeophila och familjen småharkrankar. Inga underarter finns listade i Catalogue of Life.